# Greg Kot
Greg Kot (Syracuse, 3 marzo 1957) è un giornalista, critico musicale e autore statunitense.

## Biografia
Dal 1990 al 2020, Greg Kot è stato critico di musica rock al Chicago Tribune, dove si è occupato di musica pop e ha scritto su questioni sociali, politiche e commerciali legate alla musica. Kot è co-conduttore del programma radiofonico Sound Opinions, che si presenta come "l'unico talk show rock 'n' roll al mondo", organizzato a livello nazionale da Chicago Public Radio, WBEZ.
Nato a Syracuse, New York, Kot si è laureato alla Marquette University. Kot ha iniziato la sua carriera al Quad City Times a Davenport, Iowa nel giugno 1978 e poi è entrato a far parte del Chicago Tribune nel 1980. È stato nominato critico di musica rock del giornale nel 1990 e ha ricoperto quell'incarico fino a quando non ha ricevuto un buyout dal Tribune all'inizio del 2020.
Kot ha co-ospitato il programma radiofonico Sound Opinions sin dal suo lancio nel 1993. Lo spettacolo è distribuito a circa 150 stazioni radio a livello nazionale ed è anche disponibile come podcast settimanale. Nel 2020, la WBEZ di Chicago ha rescisso il suo accordo di produzione con Sound Opinions, sebbene lo spettacolo continuerà a essere prodotto in modo indipendente.
Tra i libri di Kot si possono citare Wilco: Learning How to Die, Ripped: How the Wired Generation Revolutionized Music e I'll Take You There: Mavis Staples, the Staple Singers and the March up Freedom's Highway. È stato coautore di The Beatles vs. The Rolling Stones: Sound Opinions on the Great Rock 'n' Roll Rivalry (Voyageur Press) con il co-conduttore di Sound Opinions Jim DeRogatis. Le sue critiche musicali e giornalistiche sono apparse su Encyclopædia Britannica, Cash: By the Editors of Rolling Stone, Harrison: A Rolling Stone tribute to George Harrison, The Trouser Press Guide to '90s Rock, The Rolling Stone Album Guide e MusicHound Rock : The Essential Album Guide. Collaboratore di lunga data di Rolling Stone, Kot ha scritto per una dozzina di pubblicazioni nazionali, tra cui Details, Blender, Entertainment Weekly, Men's Journal, Guitar World, Vibe e Request.
Kot vive nel Northwest Side di Chicago ed è un allenatore di basket giovanile di lunga data.

## Pubblicazioni
- Wilco: Learning How to Die, Broadway Books (15 giugno 2004)
- Ripped: How the Wired Generation Revolutionized Music, Scribner (19 maggio 2009)
- I'll Take You There: Mavis Staples, the Staple Singers and the March up Freedom’s Highway, Scribner (21 gennaio 2014)[11]